# Pseudohadena rhodocyanea
Pseudohadena rhodocyanea är en fjärilsart som beskrevs av Charles Boursin 1963. Pseudohadena rhodocyanea ingår i släktet Pseudohadena och familjen nattflyn. Inga underarter finns listade.